# Лінь Цзе-сюй
Лінь Цзе-сюй (林则徐, 30 серпня 1785 — 22 листопада 1850) — китайський державний діяч, мислитель, вчений, поет, літератор і каліграф часів династії Цін.

## Життєпис
Народився 30 серпня 1785 року у м.Фучжоу провінції Фуцзянь. Походив з поміщицької родини. У 1811 році отримав вищий вчений ступінь цзіньши, був прийнятий до академії Ханьлінь. З 1820 року, перебуваючи на державній службі, займав високі административні посади. У 1838 році, займаючи посаду намісника провінцій Хунань і Хубей, почав активну боротьбу з практикою куріння опію та опіумної торгівлі, заснованої на англійському імпорті. Після його доповідей двору наказом від 31 грудня 1838 року Лінь Цзе-сюя було призначено імператорським комісаром і командувачем військово—морськими силами у приморській провінції Гуандун, де розгорнув успішну діяльність, в ході якої у 1839 та 1840 роках звертався з посланнями до англійської королеві Вікторії, пропонуючи заборонити наркотик на землях Британської імперії.
Після початку першої опіумної війни (1840—1842) він як прихильник самих рішучих заходів проти англійців і найбільш дратуючий їх був зміщений з усіх займаних ним посад, а у 1842 році відправлений у далеку від узбережжя область Сіньцзян.
У 1845 році Лінь Цзе-сюя було знову запрошено на державну службу, а в 1850 році відправлений на придушення Тайпінського повстання, проте по дорозі помер 22 листопада 1850 року.
Після смерті йому були надані високі почесті: привласнений титул Веньчжун-гун (князь Культурності та Відданості), у 1851 році встановлена табличка з його ім'ям у Храмі прославлених чиновників (Мінхуань-ци) в Юньнані, а у 1865 році в Цзян-су. У 1852 році на його честь зведено спеціальний храм в Сіані (провінція Шеньсі), також 2 храми присвячені йому в Фучжоу. В постімперський період у 1929 році китайський уряд встановив на його честь пам'ятний меморіал і оголосив 3 червня, коли Лінь Цзе-сюй вперше приступив до знищення опіуму, загальнонаціональним Днем заборони на опіум.

## Ідеї
Лінь Цзе-сюй дотримувався принципу, згідно з яким «необхідно завжди знати стан справ у варварів, знати їх слабкості та їх силу, тільки тоді можна встановити способи контролю над ними». Слідуючи своєму правилу «навчитися мистецтву ворогів, щоб потім придушити їх», він, всупереч тогочасним пануючим ізоляціоністським настроям «щодня змушував людей дізнавався про справи на Заході, перекладати західні книги і купувати їх газети». У підсумку він створив новаторську для Китаю того часу працю, засновану на західних джерелах, — «Си чжоу чжи» («Відомості по чотирьох материках», 1840 рік), в якому були наведені дані з історії, географії, політиці та права різних країн світу. Посмертно було видано велике зібрання його соціально—економічних і політико—правових творів — «Лінь Вень-чжун гун чжен шу» («Адміністративні документи Ліня, князя Культурності та Відданості»).
В основі поглядів Лінь Цзе-Сюя лежала традиційна для Китаю концепція світобудови влади імператора як Сина Неба. Напередодні зіткнення з Англією в опіумній війни він писав у зверненні до англійської королеви 1839 року: «Доводжу до Вашого відома, що мій імператор бажає миру та благоденства як своїй, так і іншим країнам та вважає гуманність єдиною основою відносин з усіма. Вигоди він готовий по справедливості ділити з усім світом, а зло — повсюдно викорінити. В турботі про людей він подібний Небу і Землі». Разом з тим відображена тут стародавня конфуціанська ідея «гуманного правління» (жень чжен), яку чітко сформулював вже Мен-цзи, що цілком поєднувалася у Лінь Цзе-Сюя з апологетикою застосування закону про смертну кару не тільки за продаж, але і за куріння опіуму.
Слідуючи традиційним уявленням про вселенську юрисдикцію імператорської влади та її етико—ритуальної основи, Лінь Цзе-сюй 1841 року писав у «Секретному донесенні імператорові»: «Наша династія керує Серединною імперією і чужими народами, спираючись на принципи Яо і Шуня», — тобто на канонізовані конфуціанством моральні установки цих ідеальних правителів старовини. Проте, виходячи з пріоритету етико—ритуальних норм благопристойності, Лінь Цзе-сюй визнавав і необхідність протилежної форми соціальної регуляції — законів (фа), що передбачають каральні санкції: «Люди мудрі і доброчесні завжди карали зраду і зло, спираючись на закон, заради щастя прийдешніх поколінь».
У цілому погляди Лінь Цзе-Сюя вплинули на формування окріплої у 2-й пол. XIX ст. ідеології «самопосилення» (цзіцян) і «руху за засвоєння заморських справ» (ян у юнь дун), спрямованої на збалансоване поєднання досягнень Китаю і Заходу, відмову від традиції ізоляціонізму, встановлення загальноприйнятих у світі дипломатичних відносин з іноземними державами, а також на наступні реформаторські побудови Кан Ювея.

## Поезія
Був талантовитим й відомим поетом свого часу. Більшість своїх віршів склав у збірки, найбільш значущими з яких були: «Збірка віршів за стилем Шите» («Шите шигао»), «Збірка віршів у провінції Юньнань» («Шидянь іньцао»), «Рукопис віршів у нагірному будинку Байши» («Байши шаньфан шицао»), «Збірка молодого таланту» («Хейтоу гунцзі»).